# Joaquim Malgosa i Morera
Joaquim Malgosa i Morera   (Terrassa, 1 de novembre de 1963), conegut popularment com a Quim Malgosa, és un jugador d'hoquei sobre herba català, ja retirat, guanyador d'una medalla olímpica. És germà del també jugador d'hoquei sobre herba i medallista olímpic Santi Malgosa.

## Carrera esportiva
Amb 24 anys va participar en els Jocs Olímpics d'Estiu de 1988 celebrats a Seül (Corea del Sud), on va finalitzar novè en la competició masculina per equips d'hoquei sobre herba. En els Jocs Olímpics d'Estiu de 1992 celebrats a Barcelona (Catalunya) aconseguí guanyar un diploma olímpic en finalitzar cinquè i en els Jocs Olímpics d'Estiu de 1992 celebrats a Atlanta (Estats Units) va guanyar la medalla de plata. Posteriorment en els Jocs Olímpics d'Estiu de 2000 realitzats a Sydney (Austràlia) finalitzà novament novè en la competició olímpica. Amb la selecció espanyola també guanyà una medalla de plata al Campionat del Món d'hoquei sobre herba.
A nivell de clubs jugà sempre a l'Atlètic Terrassa Hockey Club, amb qui va guanyar deu Campionats de Catalunya (1985-1991, 1993, 1996, 1997), catorze Copes del Rei (1984-1997) i quinze lligues (1983-1997).